# Cammy Smith
Cammy Smith (Balmedie, 24 agosto 1995) è un calciatore scozzese, attaccante o centrocampista del Peterhead.

## Caratteristiche tecniche
Attaccante, può giocare anche come trequartista o interno di centrocampo.

## Carriera

### Club
Il 21 aprile 2012, a 16 anni, esordisce giocando una quarantina di minuti contro l'Inverness CT (0-2), sostituendo Rory Fallon nella ripresa. Termina la sua prima stagione da professionista con 2 presenze in SPL. Nella stagione seguente è impiegato con maggiore frequenza, riuscendo a realizzare la sua prima rete con la casacca dell'Aberdeen il 15 settembre seguente, contro l'Inverness (1-1). Nella stagione 2013-2014 gioca 18 incontri di campionato, segnando anche nella League Cup vinta a fine stagione. Nell'estate successiva esordisce anche in Europa, giocando contro il Daugava Riga (5-0) in Europa League.
Il 13 luglio 2016 viene ceduto in prestito al Dundee Utd. Il 26 gennaio 2017 il prestito viene rescisso.
Il 22 gennaio 2020 si trasferisce all'Ayr Utd.
Nel 2023 firma col club inglese del Morecambe militante nella League Two, quarta serie professionistica inglese.

### Nazionale
Ha giocato nelle nazionali giovanili scozzesi Under-16, Under-17 ed Under-19.

## Palmarès

### Club

#### Competizioni nazionali
- Scottish League Cup: 1

Aberdeen: 2013-2014
- Scottish Challenge Cup: 1

Dundee United: 2016-2017
- Scottish Championship: 1

St. Mirren: 2017-2018
- Scottish League Two: 1

Peterhead: 2024-2025